# Filip Najdovski
Filip Najdovski (in macedone Филип Hajдoвcки?; Skopje, 13 settembre 1992) è un calciatore macedone, centrocampista del Vardar.

## Carriera

### Club
Il 1º luglio 2018 viene acquistato a titolo definitivo dalla squadra macedone del Vardar.
Dal 2020 al 2024 ha giocato nella prima divisione albanese al Tirana.

### Nazionale
Ha giocato nelle nazionali giovanili macedoni Under-19 ed Under-21.

## Palmarès

### Club

#### Competizioni nazionali
- Campionato macedone: 1

Vardar: 2019-2020
- Coppa di Macedonia: 1

Vardar: 2024-2025